# Bayshore (Caroline du Nord)
 (mai 2025).
Bayshore est une census-designated place située dans le comté de New Hanover, dans l’État de Caroline du Nord, aux États-Unis. Lors du recensement de 2020, elle comptait 3 833 habitants.